# سيرجيو بينتو (لاعب كرة قدم)
سيرجيو بينتو (8 يناير 1973 ببورتو في البرتغال - ) هو لاعب كرة قدم برتغالي في مركز الوسط. لعب مع برادفورد سيتي ونادي فاتيما ونادي غوندومار وF.C. Felgueiras ‏ ونادي مايا ‏ وF.C. Marco ‏ ونادي ليسا ‏ وF.C. Lixa ‏ وC.D. Portosantense ‏ وS.C. Lamego ‏.

## وصلات خارجية
- سيرجيو بينتو على موقع قاعدة بيانات كرة القدم.إي يو (الإنجليزية)
- سيرجيو بينتو على موقع Soccerbase.com (لاعب) (الإنجليزية)